# Diego Cabrera
Pour les articles homonymes, voir Cabrera.
Diego Cabrera est un footballeur international bolivien né le 13 août 1982 à Santa Cruz de la Sierra. Il évolue au poste d'attaquant au Club Always Ready.